# تپه خرم‌آباد
تپه خرم‌آباد مربوط به هزاره اول است و در شهرستان قزوین، بخش رودبار الموت، روستای روچ علیا واقع شده و این اثر در تاریخ ۲۵ اسفند ۱۳۸۰ با شمارهٔ ثبت ۵۵۱۶ به‌عنوان یکی از آثار ملی ایران به ثبت رسیده است.